# Tre Valli Varesine 1978
La Tre Valli Varesine 1978, cinquantottesima edizione della corsa, si svolse il 20 agosto 1978 su un percorso di 204 km. La vittoria fu appannaggio dell'italiano Francesco Moser, che completò il percorso in 5h06'50", precedendo i connazionali Giovanni Battaglin e Gianbattista Baronchelli.

## Ordine d'arrivo (Top 10)
| Pos. | Corridore                | Squadra           | Tempo    |
| ---- | ------------------------ | ----------------- | -------- |
| 1    | Francesco Moser          | Sanson-Campagnolo | 5h06'50" |
| 2    | Giovanni Battaglin       | Fiorella          | s.t.     |
| 3    | Gianbattista Baronchelli | Scic-Bottecchia   | s.t.     |
| 4    | Roberto Visentini        | Vibor             | s.t.     |
| 5    | Ottavio Crepaldi         | Magniflex-Torpado | a 5"     |
| 6    | Walter Riccomi           | Scic-Bottecchia   | a 1'24"  |
| 7    | Wladimiro Panizza        | Vibor             | a 3'23"  |
| 8    | Valerio Lualdi           | Bianchi-Faema     | s.t.     |
| 9    | Josef Fuchs              | Fiorella          | s.t.     |
| 10   | Palmiro Masciarelli      | Sanson-Campagnolo | s.t.     |